# Breathe Carolina

Breathe Carolina是一支于2007年成立于美国科罗拉多州丹佛的乐队。
乐队由David Schmitt, Eric Armenta, Luis Bonet 和 Tom Coops.同为创始者之一的 Kyle Even在2013年和David Schmitt生下他们的长女后离开乐队。

## 乐队介绍

### 出道（2007年）
Breathe Carolina于2007年成立于科罗拉多州的丹佛市。最初是一个由Kyle Even和David Schmitt组成的双人乐队，他们用garageband来录制他们的歌曲且以此为乐。在他们创建了自己的MySpace主页之后，这个乐队在2009年获得了超过3000万的观看人数。他们的名字Breathe Carolina来自于Schimtt一天晚上做梦时梦到的一个叫Carolina的女人。

### Gossip 和 It's Classy, Not Classic (2007-2008)
他们的第一张迷你專輯，Gossip，于2007年11月26日在iTunes上进行专卖，之后被iTunes移除。
在Gossip之前，Breathe Carolina的第一张使用garageband录制的专辑是和Rise唱片签约的。在专辑内发布了一些在Gossip中没有的歌曲，它们包括：The Introduction, No Vacancy, Show Me Yours, Classified, That's Classy 和 You Wish. Don't Forget:。Lock the Door是唯一一个出现在Gossip之中而没有在专辑之中出现的的歌曲。

## 乐队组成

### 现有成员：
- David Schmitt——主唱
- Eric Armenta——打击乐
- Luis Bonet——键盘、混音
- Tommy Cooperman——吉他、键盘、和声

### 前乐队成员：
- Joshua Aragon——吉他、和声、键盘
- Kyle Even——键盘